# Psapharochrus quadrituberculatus
Psapharochrus quadrituberculatus là một loài bọ cánh cứng trong họ Cerambycidae.